# Chorebus affiniformis
Chorebus affiniformis är en stekelart som beskrevs av Docavo, Tormos och Fischer 2002. Chorebus affiniformis ingår i släktet Chorebus och familjen bracksteklar. Inga underarter finns listade i Catalogue of Life.